# Gallia (réseau)
Pour les articles homonymes, voir Gallia.
Gallia est un réseau de Résistance créé en 1943 par le Bureau central de renseignements et d'action (BCRA) et les Mouvements unis de la Résistance (MUR).

## Histoire
La direction de Gallia est confiée à Henri Gorce-Franklin. Eugène Claudius-Petit et Albert Kohan sont, à l'origine, les deux autres dirigeants principaux. Si, officiellement, ce réseau résulte des services de renseignements des MUR, en pratique, les mouvements préfèrent garder leur autonomie par rapport à la France libre, et laisser leurs membres s'engager dans Gallia si bon leur semble.
En mai 1943, Henri Gorce-Franklin et Jacques Elmaleh recrutent Joseph Lambroschini, qui à la tête des forces de Résistance de Haute-Savoie, libèrent Annecy le 20 août 1944. La même année, Louis Gentil intègre le réseau et devient l'adjoint de Henri Gorce-Franklin.
Gallia s'occupe principalement de renseignements militaires et policiers. Son importance s'accroît tout au long du second semestre 1943, et, au printemps 1944, il devient le plus important réseau du BCRA en zone Sud, comptant 2 500 agents. Son activité ne cesse pas après les débarquements en Normandie et Provence : il renseigne les Alliés sur les objectifs à bombarder pendant la retraite des armées allemandes.